# کردی سقزی
گویش سقزی یا لهجه سقزی یکی از گویش‌های زبان کردی مرکزی و سورانی است که در شهرستان سقز و بخش‌هایی از بانه، مریوان، تکاب و دیواندره مورد استفاده قرار می‌گیرد. این گویش از نظر ساختاری به گویش کردی اردلانی قرابت بیشتری دارد. در واقع گویش سقزی آمیخته‌ای از گویش‌های اردلانی و تا حدودی کردی مکریانی می‌باشد که در بسیاری از کلمات تفاوت دارند. در شهرستان سقز که نسبت به شهرستان‌های دیگر دارای تعداد روستاها و بخشهای تابعه بیشتری بوده، لهجه مردم یا همان گویش سقزی در بخش‌ها و روستاهای غربی، شرقی و جنوبی گرایش بیشتری به سمت اردلانی و در روستاهای شمالی گرایش بیشتری به سمت موکریانی  دارد.
این ویژگی ساختاری گویش سقزی سبب شده‌است که دامنه واژه، استعاره و عبارات مورد استفاده در آن بیشتر از سایر گویش‌های کردی بوده و به نوعی گویشوران آن در ارتباط پذیری با مردم سایر شهرستان‌ها منعطف تر بوده و از نظر کلامی بهتر تعامل می‌نماید و از طرفی در خلق آتار ادبی در ادبیات کردی توانایی بالقوه ای داشته باشند. کردی سقزی همچنین در بخش‌هایی از توابع شهرستان شاهین‌دژ مانند صفاخانه و بخش هایی از سردشت مورد استفاده قرار می‌گیرد.

## طبقه‌بندی
در طبقه‌بندی‌های نوین مانند گویش سقزی جزو گروه کردی میانی و سورانی می‌باشد. در شرفنامه بدلیسی، زبان کردی به چهار گویش کرمانجی، لری، کَلهر و گورانی تقسیم شده‌است. اما دایرةالمعارف اسلام با توجه به تحقیقات کردشناسان و زبان‌شناسانی مانند مکنزی گویش‌های زبان کردی را به سه شاخه عمده تقسیم کرده‌است:
- کردی شمالی یا کرمانجی: این شاخه دارای گونه‌های متفاوتی است از جمله جزیری، هکاری، بایزیدی، بوتانی، شمدینانی، بادینانی و زازاکی.

حوزه جغرافیایی این طبقه به شرح زیر است:
در ترکیه: منابق کردنشین جزیره، دیاربکر، ارزروم، بایزید، هکاری، ماردین، بتلیس، وان، اگری و شمدینان.
در عراق: عقره، دهوک، زاخو، عمادیه و سنجار.
در ایران: شمال استان آذربایجان غربی، یعنی شهرهای ارومیه، سلماس، ماکو، صومای برادوست، تَرگَوَر، خوی، قطور، شوط، چایپاره، چالدران، پلدشت، بخشی از شهر و شهرستان اشنویه و کردهای خراسان.
در سوریه: تمام منابق کردنشین از جمله قامشلی و حسکه.
تمام کردهای ساکن ارمنستان، آذربایجان، گرجستان و ترکمنستان.
زازاکی در ترکیه: بینگول، دیرسیم، خارپوت، معدن، ارزنجان، دیاربکر، اورفا و بتلیس.
- کردی مرکزی یا میانی

این شاخه دارای گونه‌های مکریانی، سورانی، اردلانی و جافی می‌باشد.
حوزه جغرافیایی این طبقه عبارتاست از:
سورانی مکریانی در ایران: مهاباد، بوکان، سردشت، پیرانشهر، نقده و اشنویه.
سورانی سقزی در ایران: سقز، بانه، مریوان، شاهیندژ و تکاب.
سورانی در عراق: سلیمانیه، کرکوک، اربیل، رواندز، چمچمال، شقلاوه، کویه و قلعه‌دیزه.
سورانی در کرمانشاه ایران: کرمانشاه، جوانرود، پاوه، سنقر،روانسر، سرپل ذهاب و ثلاث باباجانی.
جافی در عراق: شهرزور، کرکوک، کلار و کفری.
همچنین گورانی در این شاخه بوده که حوزه جغرافیایی آ عبارت است از:
گورانی در ایران: اورامان شامل جنوب مریوان و ژاورود، اورامان لهون شامل پاوه، نوسود و نودشه.
گورانی در عراق: حلبچه، بیاره، تویله، منطقه زنگنه و کاکه ای در کرکوک.
زازایی در ترکیه: بینگول، دیرسیم، خارپوت، معدن، ارزنجان، دیاربکر، اورفا، بتلیس.
- کردی جنوبی یا کرمانشاهی

این شاخه دارای گونه‌های کرمانشاهی، فیلی، لکی و باتیاری است.
حوزه جغرافیایی این طبقه عبارت است از:
کرماشانی در ایران: کرمانشاه، کنگاور، قصرشیرین، اسلام‌آباد غرب، قروه، بیجار، ایلام، ایوان، آبدانان، مهران.
کرماشاهی در عراق: خانقین، مندلی و نواحی بدره.

## آواها
واجهای گویش سقزی شامل همخوان‌ها (consonant) و واکه‌ها (Vowel) می‌باشد. در این گویش ۹ واج مصوت و ۲۹ همخوان یا صامت وجود دارد و عبارتند از:
- آوانگاری صامتها به ترتیب زیر است:

y-h-w-n-m-ɫ-l-g-k-q-v-f-γ-ʕ-ʃ-s-Ʒ-z-ɍ-r-d-x-ḥ-ʧ-ʤ-t-p-b-Ɂ
- همچنین آوانگاری مصوتها یا واکه‌ها که ۵ واکه بلند و ۳ واکه کوتاه بوده به ترتیب زیر می‌باشد:

واکه‌های بلند با آوانگاری: u- ī-ā - - ō ē
واکه‌های کوتاه با آوانگاری: i- o- a
دو آوای w و y نیمه واکه یا نیمه مصوت اند و چند ویژگی آوایی دارند که این دو آوا را از سایر آواهای گویش سقزی جدا می‌کند.
بر خلاف واکه‌ها مصوتها که در آغاز واژه نمی‌آیند، این دو آوا در آغاز واژه‌های زبان کردی قرار می‌گیرند و از این بابت جز همخوانها هستند. مانند:
| فارسی | گویش سقزی | آنگاری |
| ----- | --------- | ------ |
| ریز   | ورد       | wird   |
| خرس   | ورچ       | wirʧ   |
| یار   | یار       | yār    |
| یک    | یه ک      | yak    |

چون در نحوه تولید آنها، انسداد، سیایش، زنش یا هیچگونه حالت دیگری که در تولید هماوانها ایجاد می‌شود، وجود ندارد، بلکه به هنگام تولید آنها، تار آواها حالت تولید واکه پیدا می‌کند و ملاز برافراشته می‌شود و مجرای بینی را می‌بندد و از ورود هوا به خیشوم جلوگیری می‌کند، بنابراین، واکه مصوت به حساب می‌آیند.

### نمونه
| فارسی      | گویش سقزی  | گویش موکریانی | گویش اردلانی | گویش کرمانشاهی | گویش کرندی              | گویش کرمانجی |
| ---------- | ---------- | ------------- | ------------ | -------------- | ----------------------- | ------------ |
| خیلی       | زور        | زور           | فره          | فره            | فره                     | Gelek        |
| تو، من     | تو، من     | ئمن، ئنگو     | تو، من       | تو، من         | تو، من                  | ez, tu       |
| شما، آنها  | ئیوه، ئوان | ئنگو، ئوانه   | ئیوه، ئوان   | ئیوه، ئه‌وان    | ئیوه، ئه‌وان             | wey, ew      |
| گوجه فرنگی | ته‌‌ماته     | باینجان سوور  | توماتیز      | ته‌‌ماته، تاماته | ته‌‌ماته                  | Bacan        |
| چه         | چی         | چی            | چه           | چه             | چه                      | Çi           |
| خوب        | خاس        | باش           | خاس          | خاس            | خاس                     | baş          |
| بگو        | بیژه       | بلی           | بیژه         | بویشه          | بویشه                   | bêje         |
| دختر       | کچ         | کچ            | کنیشک        | دویت           | کنیشک، دویت             | Keç          |
| چرا        | بو چی      | بو چی         | بو چه        | ئه‌را چه        | بو چه، ئه‌را چه          | çima         |
| بیا        | بێ         | بێ            | بێ           | به‌و            | بێ                      | Were         |
| گفتند      | وتیان      | کوتیان        | وتیان        | وتن            | ویتیان(از کلمه ویتن)    | Gotin        |
| زیبا       | جوان       | جوان          | قشنگ         | جوانیدار، قشنگ | ترکه‌دار، جوانیدار، قشنگ | xweş         |
| سیب زمینی  | هیله‌ماسی   | هیلر          | سیف زمینی    | سیف زمینی      | سیف زمینی               | kartol       |
| روستا      | دیهات      | گوند          | آوایی        | دیه‌که، آوایی   | آوایی                   | Gûnd         |
| دایی       | خاله، خالو | خاله          | خالو         | خالو، لالو     | خالو، لالو، لاله        | Xall         |

## زبان نوشتاری و گفتاری
در گویش مردم سقز نیم واکه‌ای وجود دارد که از دید پژوهشگران به دور مانده‌است که به آن نیم واکه‌ی (یای پیچان) یا (یای نرم) میگویند،این نیم واکه مختص به گویش سقزی میباشد.

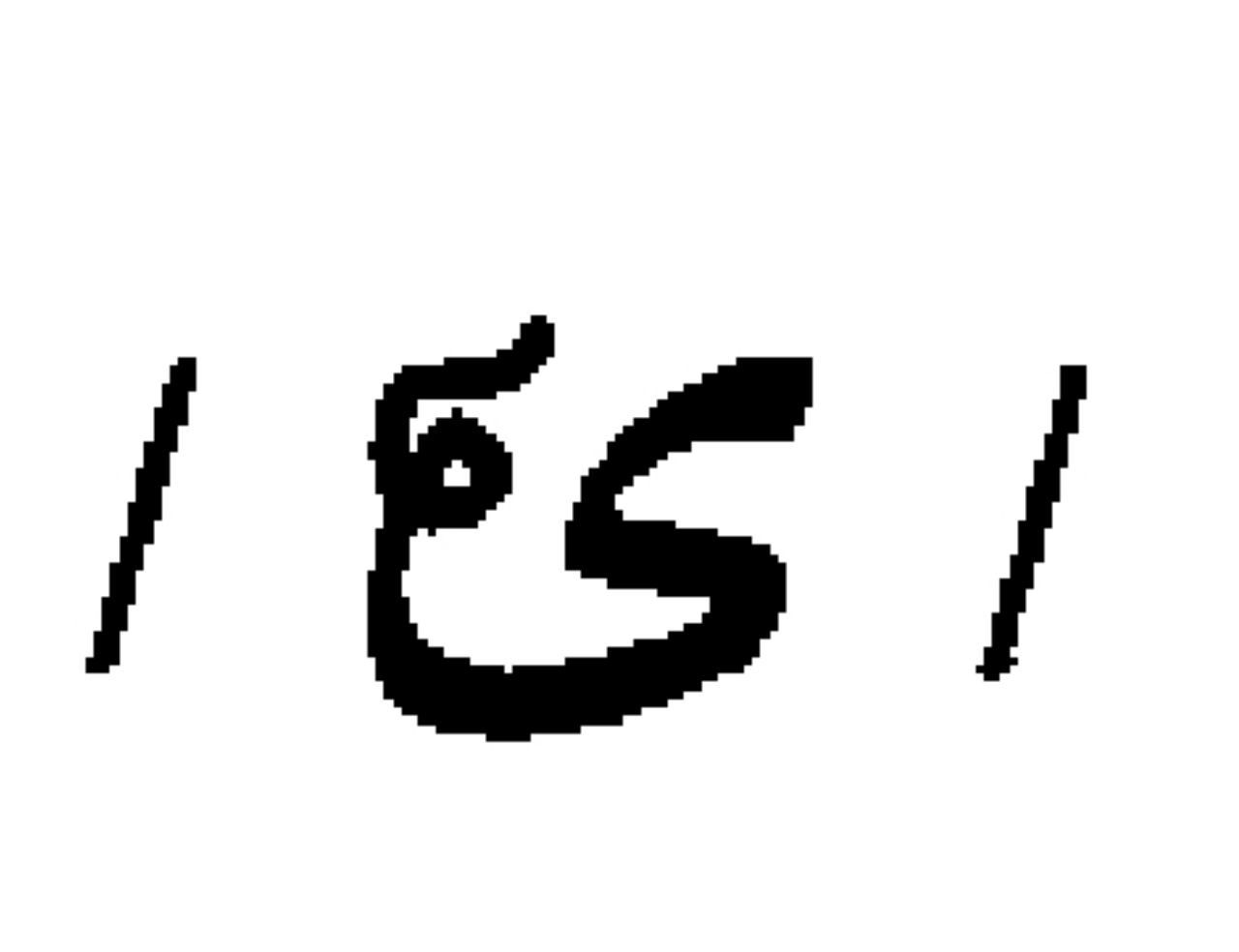
حرف یای پیچان

کردی سقزی در دو نوعِ زبان نوشتاری و زبان گفتاری میباشد.زبان گفتاری سقزی برای ارتباط مردم در شهر مورد استفاده قرار میگیرد و زبان نوشتاری در کتاب ها و اشعار استفاده میشود.
| فارسی              | زبان نوشتاری سقزی | زبان گفتاری سقزی |
| ------------------ | ----------------- | ---------------- |
| چیکار می‌کنی؟       | چی ئەکەی؟         | چیەکەی؟          |
| چرا اینکارو میکنی؟ | بۆچی وا ئەکەی؟    | بوا کەی؟         |
| بخواب              | بخەوە             | خەوە             |
| بیا                | بێرۆ              | بێ               |

## جستارهای ویژه
- سورانی
- کردی اردلانی